# Тучубаево
Тучуба́ево (баш. Тусыбай) — село в Балтачевском районе Республики Башкортостан Российской Федерации. Центр Тучубаевского сельсовета.

## География

### Географическое положение
Расстояние до:
- районного центра (Старобалтачёво): 22 км.
- ближайшей ж/д станции (Куеда): 90 км.

## Этимология
Название деревни происходит имени первопоселенца — Туйчибая Якшим(б)етова.

## История
Считается, что новую деревню основали выходцы из деревни Старотазларово (ныне в Бураевском районе Республики Башкортостан), Тазларской волости в 1722 году,  так-как второе название деревни Новотазларово.
В 1735 в деревню поселились тептяри.. 
В 1795 году в деревне насчитывалось 181 человек в 31 дворах.
В 1834 году в сословном плане население деревни относилось к тептярям (250 чел.) и башкирам-вотчинникам (147 чел.), а в 1859 году в деревне зафиксированы тептяри (435 в 75 дворах) и башкиры-вотчинники (241 в 49 дворах).
Население занималось, в основном, скотоводством: разводили лошадей, коров, мелкий скот. В деревне имелись мечеть, мельница, хлебозапасный магазин. 
В 1920 году в деревне проживало 1019 человек (197 домов).

## Население
| 2002 | 2009 | 2010 |
| ---- | ---- | ---- |
| 464  | ↘440 | ↘381 |

Национальный состав
Преобладающая национальность — татары (84 %), башкиры (16 %).

## Язык
Согласно переписи 2010 года население деревни родным языком указало татарский язык. Язык жителей относится к бирскому говору казанского диалекта татарского языка.

## Инфраструктура
Ныне в Тучубаево имеется средняя школа (здание построено в 1981-83 годах), фельдшерско-акушерский пункт, сельский дом культуры (здание построено в 1974 году), библиотека (с 1931 года), детский сад, магазины.

## Улицы
- Школьная
- Колхозная

## Интересные факты
Внук первопоселенца деревни зауряд-хорунжий Салим Салчинович Туйчибаев, 1785 года рождения, в составе 5-го башкирского полка принимал участие в Отечественной войне 1812 года, «бывал в походах и делах против французских войск и за взятие Парижа жалован серебряной медалью 1812 года». (с.58) На пограничной службе по реке Яик (Урал) Салим Туйчибаев находился 5 раз. Многие из его потомков носят фамилию Салимов.

## Религия
В селе есть мечеть.

## Известные люди
- Лукманов, Алик Харисович — композитор, заслуженный работник культуры Республики Татарстан.